# 龙长春
龙长春（1963年4月—2021年1月22日），男，苗族，贵州松桃人，中华人民共和国政治人物。西南民族学院数理化系数学专业毕业，中共中央党校经济管理专业毕业。

## 生平
1979年9月，在西南民族学院数理化系数学专业学习。1983年9月参加工作，任贵州省铜仁民族师范学校教师。1984年12月加入中国共产党。1986年10月，先后任铜仁地区教委办公室秘书、纪检组副科级纪检员。1991年8月，任铜仁地区纪委副科级纪检员。1993年10月，任铜仁地区纪委审理室副主任（正科级）。1996年3月，任铜仁地区纪委办公室主任。1996年7月，任铜仁地区纪委委员、办公室主任。1998年7月，任中共石阡县委副书记。2001年9月，任中共沿河县委书记。2004年8月，任松桃县委书记（2002年10月至2004年10月，在复旦大学国际关系与公共事务学院行政管理专业研究生课程进修班学习）。
2004年11月，任中共铜仁地委委员，松桃县委书记。2007年6月，任中共铜仁地委委员、行署副专员，松桃县委书记。2007年11月，任中共铜仁地委委员、行署副专员。2008年7月，任中共黔南州委常委，瓮安县委书记（2008年4月至2008年9月，挂职任水利部农水司副司长）。2011年2月，任中共黔西南州委副书记。2011年3月，任中共黔西南州委副书记、州长。2013年3月，任中共黔南州委书记，都匀军分区党委第一书记。2013年，当选第十二届全国人民代表大会贵州地区代表。
2017年4月，任中共贵州省委常委。同年5月，兼任中共遵义市委书记。2019年8月，因患癌症不再兼任遵义市委书记职务。2021年1月22日，在贵阳逝世，享年58岁。